# ألبان لافون
ألبان لافون (بالفرنسية: Alban Lafont؛ مواليد 23 يناير 1999) لاعب كرة قدم فرنسي يلعب في مركز حارس المرمى ضمن صفوف نادي نانت الفرنسي.
وهو أصغر حارس يشارك في الدوري الفرنسي عبر التاريخ، حيث خاض مباراته الأولى بجيل 16 عاماً و310 يوماً.

## مسيرته
ولد في مقاطعة واغادوغو في بوركينا فاسو، وحامل للجنسية الفرنسية.
يحمل لافون الرقم القياسي كأصغر حارس يشارك في الدوري الفرنسي عبر التاريخ، حيث ظهر للمرة الأولى مع تولوز في مواجهة نادي نيس في 28 نوفمبر 2015، حيث كان يبلغ في عمر 16 عاماً و310 يوماً. حافظ على شباكه نظيفة في أول مباراتين له مع الفريق، قبل أن تتلقّى شباكه أهدافاً في مواجهة الفريق أمام نادي لوريان يوم 5 ديسمبر 2015 والتي خسرها الفريق بنتيجة 3-2.
تمكّن لافون من المشاركة في موسم 2015\2016 في 24 مباراة حافظ على نظافة شباكه في 8 مباريات منها، ليقوم النادي بمكافأته بالتوقيع على عقد جديد في 30 يونيو 2016 يمتد حتى صيف عام 2020.

## روابط خارجية
- ألبان لافون على موقع الاتحاد الأوربي (الإنجليزية)
- ألبان لافون على موقع رابطة كرة القدم الفرنسية للمحترفين (الإنجليزية)
- ألبان لافون على موقع إي إس بي إن إف سي (الإنجليزية)
- ألبان لافون على موقع قاعدة بيانات كرة القدم.إي يو (الإنجليزية)
- ألبان لافون على موقع ليكيب (الفرنسية)
- ألبان لافون على موقع Soccerbase.com (لاعب) (الإنجليزية)
- ألبان لافون على موقع Soccerway.com (الإنجليزية)
- ألبان لافون على موقع عالم كرة القدم.نت (الإنجليزية)
- ألبان لافون على موقع AS.com (الإسبانية)